# Gram Parsons

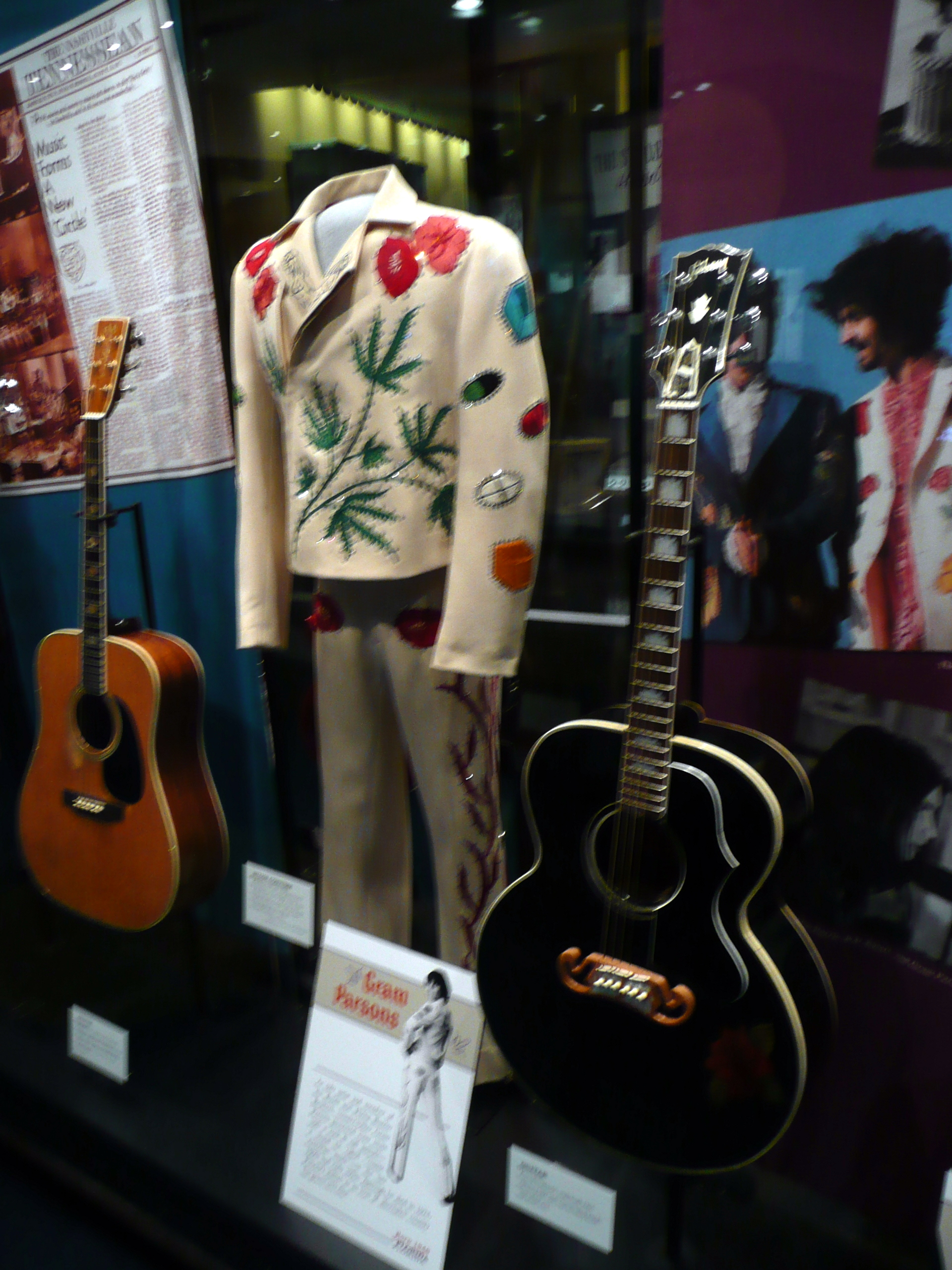
De Nudie suit van Parsons in de Country Music Hall of Fame in Nashville

Gram Parsons (Winter Haven, Polk County, Florida, 5 november 1946 – Joshua Tree, Zuid-Californië, 19 september 1973) was een Amerikaans countryzanger.

## Biografie
Parsons werd geboren als Ingram Cecil Connor III. Toen zijn moeder na de zelfmoord van zijn vader opnieuw was getrouwd, nam Parsons de achternaam van zijn stiefvader aan. Als telg van een door fruitteelt steenrijk geworden familie uit Midden-Florida had hij de beschikking over een eigen fonds, een schatkist waarvan de bodem nooit in zicht kwam en waardoor hij kon doen en laten wat hij wilde.
Parsons wordt wel de grondlegger van de altcountry (alternatieve country) en de countryrock genoemd. Hij slaagde er als eerste in het perfecte mengsel te vinden tussen country, soul, rock en gospel. Parsons zelf noemde zijn stijl cosmic American music.
Hij startte zijn muzikale carrière door middel van bijdragen aan The International Submarine Band, The Byrds en The Flying Burrito Brothers. Als lid van The Byrds maakte hij in 1968 de plaat Sweetheart of the Rodeo. Met The Flying Burrito Brothers maakt hij het album The gilded palace of sin dat niet veel verkocht, maar door popcritici zeer goed gewaardeerd werd.
Vervolgens maakte Parsons twee soloalbums die worden beschouwd als hoogtepunten in de geschiedenis van de popmuziek. Deze twee soloalbums, GP uit 1973 en - postuum - Grievous Angel uit 1974, vormden tevens de introductie van Emmylou Harris, een door Parsons ontdekte folkzangeres. Na de dood van Parsons in 1973 volgde de uitgave van vele (vaak illegale) opnamen.

### Nudie suit
Parsons stond ook bekend vanwege zijn Gilded Palace of Sin-pak of Nudie suit, dat rijkelijk versierd was met borduursels van marihuanabladeren, naakte vrouwen en een groot rood kruis op de rug. Een Nudie suit was gebruikelijke kleding voor een country-artiest, maar de borduursels waren zeer ongebruikelijk en gebaseerd op de hippie-cultuur. Het ensemble werd ontworpen door de cultmodeontwerper Nudie Cohn, die onder andere Elvis Presley's pak in goudlamé ontwierp en de zwarte pakken van Johnny Cash. Parsons werd mede hierdoor een kledingicoon van de hippiebeweging. De hippie-kant van Parsons maakte echter dat de reguliere country wereld hem als een outsider zag.

### Begrafenis
Parsons' familie had een historie van zelfmoorden en verslaving en zelf was hij ook al vroeg verslaafd - aan heroïne en alcohol. Toen hij in juli 1973 de begrafenis van Clarence White bezocht zou hij een pact hebben gesloten met Phil Kaufman, zijn road manager. Mocht hij komen te overlijden, dan wilde hij verbrand worden in de woestijn van Joshua Tree National Park. Parsons overleed enkele maanden later op 26-jarige leeftijd aan een dodelijke combinatie van alcohol en morfine. Nadat de lijkkist klaar was gezet voor transport per vliegtuig wist Kaufman met valse papieren het grondpersoneel ervan te overtuigen dat het stoffelijk overschot een andere bestemming had gekregen en nam hij de kist mee. In de woestijn aangekomen opende Kaufman de kist, besprenkelde Parsons met een brandbare vloeistof en stak de fik erin.
Deze gebeurtenissen werden in 2003 verfilmd in Grand Theft Parsons waarin het verhaal van Phil Kaufman en zijn tocht met het stoffelijk overschot van Parsons wordt verteld.

## Nalatenschap
Het beperkte oeuvre van Parsons is omgekeerd evenredig aan zijn invloed. Mick Jagger en Keith Richards van The Rolling Stones leerden van Parsons de countrymuziek waarderen. Parsons heeft altijd volgehouden dat hij meespeelt op de rootsy Stones-LP Exile On Main Street en er wordt beweerd dat Jagger en Richards het nummer Wild Horses speciaal voor Gram hebben geschreven. Hoe dan ook, het was Parsons die samen met zijn Flying Burrito Brothers de compositie eerder dan the Stones zelf op plaat zette. Elvis Costello droeg werk aan hem op en tot op de dag van vandaag zijn countrymuzikanten, zoals Wilco, The Jayhawks en Ryan Adams, schatplichtig aan hem. Wereldwijd worden er nog geregeld tributes rond Parsons georganiseerd.
Postuum werd Parsons in 1999 opgenomen in de Georgia Music Hall of Fame.

## Discografie
- GP (1973)
- Grievous Angel (1974)

- Bibsys: 5008308
- Biblioteca Nacional de España: XX1061393
- Bibliothèque nationale de France: cb13898267k (data)
- Gemeinsame Normdatei: 119296705
- International Standard Name Identifier: 0000 0000 5924 4545
- Library of Congress Control Number: n85174109
- MusicBrainz: cbc83fb1-2c23-4ad1-9187-594b30da3f21
- Nationale Bibliotheek van Tsjechië: xx0275639
- Nederlandse Thesaurus van Auteursnamen: 073565733
- Istituto Centrale per il Catalogo Unico: UBOV547812
- SNAC: w6jz3sqh
- Virtual International Authority File: 37103042
- WorldCat: E39PBJyWV7c7rrJ8kTdGtjkhpP